# Atractus carrioni
Atractus carrioni – gatunek węża z rodziny połozowatych (Colubridae), występujący w zachodniej, równikowej części Ameryki Południowej.

## Systematyka
Gatunek ten opisał w 1930 roku angielski zoolog Hampton Wildman Parker na łamach Annals and Magazine of Natural History. Holotyp, o oznaczeniu BMNH 1929.10.30.1, to dorosła samica z południowego Ekwadoru dostarczona przez profesora Clodoveo Carriona. Miejsce typowe to Loja w Ekwadorze, na wysokości 2200 m n.p.m. Paratyp – samiec – także pochodził z miejsca typowego.

### Etymologia
- Atractus: gr. ατρακτος atraktos „wrzeciono, strzała”[6].
- carrioni: na cześć profesora Clodoveo Carrióna Mory (1883–1957), ekwadorskiego przyrodnika i paleontologa, który zebrał holotyp[3].

## Występowanie
Gatunek ten występuje w zachodniej części Ameryki Południowej na zboczach Andów w południowym Ekwadorze i północno-zachodnim Peru w zakresie wysokości 1284–2788 m n.p.m. Prowadzi głównie nocny tryb życia, w ciągu dnia ukrywa się pod kłodami drzew, kamieniami lub w miękkiej ziemi.

## Morfologia
Jest to średniej wielkości wąż o małej głowie, której szerokość jest podobna do szerokości szyi. Górne części ciała są jednolicie ciemnobrązowe, różni się od innych podobnie ubarwionych gatunków z tego rodzaju ciemnobrązowym brzuchem oraz brakiem tarczki policzkowej. Jest bardzo podobny do Atractus roulei.
Wymiary:
|                        | Samiec  | Samica  |
| Długość całkowita (mm) | 400     | 555     |
| Długość SVL (mm)       | 350     | 495     |
| Łuski brzuszne         | 145–149 | 152–159 |

## Status
W Czerwonej księdze gatunków zagrożonych IUCN Atractus carrioni klasyfikowany jest jako gatunek zagrożony (EN, Endangered) .